# Salavina (departamento)
Salavina é um departamento da Argentina, localizado na 
província de Santiago del Estero.